# Dichaetocoris piceicola
Dichaetocoris piceicola är en insektsart som först beskrevs av Knight 1927.  Dichaetocoris piceicola ingår i släktet Dichaetocoris och familjen ängsskinnbaggar. Inga underarter finns listade i Catalogue of Life.